# 安田みずほ
安田みずほ（やすだ みずほ、10月5日 - ）は、日本の女性歌手、声優。京都府出身。血液型はO型。立命館大学法学部、青二塾大阪校第22期卒業。

## 概要
2012年 PCゲーム「キスベル」ED主題歌「Snowing Love」の作詞・歌唱でゲームソングデビュー。
その後キスシリーズをはじめPCゲームソングの歌唱を複数担当。
山本正之のレコーディングにピンクピッギーズ（バックコーラスを務める女性コーラスグループ）として、歌唱参加している。
自身がメインボーカルを務める楽曲は勿論、アニメソング・アイドル・声優系の楽曲を中心に仮歌・コーラスワークにも定評がありスタジオシンガーとしてレコーディングに多数参加している。

## 人物
青二塾大阪校卒塾後、一般企業でのOLを経て上京。
猫好き。三毛猫（ミケ子）を飼っていて、ブログやTwitterにたびたび登場する。
M3やコミックマーケットに安田みずほ個人サークル「京花唄（きょうはなうた）」として出展。オリジナルCDをリリースしている。

## ディスコグラフィ

### セルフプロデュース作品
（安田みずほ個人サークル「京花唄」からリリースされたオリジナルCD。）

#### シングル
| 枚   | 発売日         | タイトル                                                           | 規格品番  |
| ---- | -------------- | ------------------------------------------------------------------ | --------- |
| 1st  | 2011年8月13日  | 「It's All Right / たからもの」                                    | YSMZ-0001 |
| 2nd  | 2011年10月30日 | 「終わりじゃない」                                                 | YSMZ-0002 |
| 3rd  | 2012年4月30日  | 「にゃん！」                                                       | YSMZ-0003 |
| 4th  | 2012年8月11日  | 「翠唄（みどりうた）」                                             | YSMZ-0004 |
| 5th  | 2012年10月28日 | 「FLAPPER DREAMER」                                                | YSMZ-0005 |
| 6th  | 2012年12月31日 | 「とっておきの朝焼け」                                             | YSMZ-0006 |
| 7th  | 2013年4月29日  | 「雪がやむ前に/Good Morning !!」                                   | YSMZ-0007 |
| 8th  | 2013年10月27日 | 「八雲立つ」（プロジェクト『雪月風歌』）                           | YSMZ-0008 |
| 9th  | 2014年4月27日  | 「片思いクロール/I'm rooting for you」                             | YSMZ-0009 |
| 10th | 2014年10月26日 | 「春嵐の如く」(PCゲーム「超催眠術学園」月島杏子エンディングテーマ) | YSMZ-0010 |
| 11th | 2015年4月26日  | 「Lunatic Maspuerade」                                             | YSMZ-0011 |
| 12th | 2015年10月26日 | 「 蛍草子（ほたるそうし）」                                        | YSMZ-0012 |
| 13th | 2018年10月28日 | 「京花水月（きょうかすいげつ）」                                   | YSMZ-0014 |
| 14th | 2019年10月27日 | 「こじま整骨院のうた/ to U」                                       | YSMZ-0016 |
| 15th | 2020年3月1日   | 「Soleil d'Or」                                                    | YSMZ-0017 |

#### EP
| 枚  | 発売日        | タイトル     | 規格品番  |
| --- | ------------- | ------------ | --------- |
| 1st | 2019年4月28日 | 「悠待ノ花」 | YSMZ-0015 |

#### アルバム

##### オリジナルアルバム
| 枚  | 発売日        | タイトル         | 規格品番  |
| --- | ------------- | ---------------- | --------- |
| 1st | 2018年4月29日 | 「Rainbow Step」 | YSMZ-0013 |

## 参加作品

### PCゲーム
| 楽曲                   | タイアップ                                                         |        |        |        |
| 2012年                 | 2012年                                                             | 2012年 | 2012年 | 2012年 |
| ---------------------- | ------------------------------------------------------------------ | ------ | ------ | ------ |
| Snowing Love           | PCゲーム『キスベル』ED主題歌                                       |        |        |        |
| 2014年                 |                                                                    |        |        |        |
| 青空に架けるキャンバス | PCゲーム『キスアト』ED主題歌                                       |        |        |        |
| 春嵐の如く             | PCゲーム『超催眠術学園』月島杏子ルートED主題歌                     |        |        |        |
| 夜明けのベルが鳴る     | PCゲーム『彼女のセイイキ』ED主題歌                                 |        |        |        |
| 2015年                 |                                                                    |        |        |        |
| Close to you…          | PCゲーム『ハルキス』ED主題歌                                       |        |        |        |
| 暁の向こうへ           | PCゲーム『戦乙女らんなばうとっ!』ED主題歌                          |        |        |        |
| our(and your)          | PCゲーム『サイコロジック・ラブコメディ』OP主題歌 （同人作品）      |        |        |        |
| 空恋                   | PCゲーム『ソラコイ』ED主題歌                                       |        |        |        |
| Kick Out!              | PCゲーム『JKトラブめいん''s』 OP主題歌                             |        |        |        |
| 2016年                 |                                                                    |        |        |        |
| ANNIVERSARY            | PCゲーム『リプキス』ED主題歌                                       |        |        |        |
| LOVE♥バイブレーション  | PCゲーム『えろぐっず！』OP主題歌                                   |        |        |        |
| Temperature            | PCゲーム『幻聖神姫セイクリッドヴァース』 OP主題歌                  |        |        |        |
| Object Libido          | PCゲーム『幻聖神姫セイクリッドFD』 OP主題歌                        |        |        |        |
| ふいっち！Do you Love? | PCゲーム『残念な姉との幸福論OP主題歌）』葉月ゆらとのダブルボーカル |        |        |        |
| トワイライトメモリー   | PCゲーム『恋は夢見る妄烈ガール！』ED主題歌                         |        |        |        |
| 2017年                 |                                                                    |        |        |        |
| 未来                   | PCゲーム『フルキス』ED主題歌                                       |        |        |        |
| 2018年                 |                                                                    |        |        |        |
| One Step Together      | PCゲーム『メルキス』ED主題歌                                       |        |        |        |
| 虹色旋律               | PCゲーム『虹色旋律』OP主題歌                                       |        |        |        |
| ルブシーバリ春青       | PCゲーム『捻くれモノの学園青春物語 〜俺と彼女の裏表〜』OP主題歌    |        |        |        |
| 2019年                 |                                                                    |        |        |        |
| Summer Strike!!!!!!!!  | PCゲーム『となりに彼女のいる幸せ Summer Surprise』OP主題歌         |        |        |        |
| イリデッセンス         | PCゲーム『どっちのｉが好きですか？』ED主題歌                       |        |        |        |
| 2020年                 |                                                                    |        |        |        |
| 雪ノ花ハ、春ヲ待ツ。   | PCゲーム『心火の夜寵』OP主題歌（同人作品）                         |        |        |        |
| happy goes on          | PCゲーム『フルキスS』ED主題歌                                      |        |        |        |

### その他ゲーム
2012年〜
- アプリ「おやこでリズムえほんシリーズ」

2013年
- アプリ「たんたんリズム」「てあそびうた」

2014年
- Forever Flight（PS Vita「魔界戦記ディスガイア4 Return」新規シナリオED主題歌）
- あたま・かた・ひざ・ポン（ニンテンドー3DS「アンパンマンとあそぼ『Newあいうえお教室』収録曲）

2016年
- Drastic Your Dream（名義：白澤 亮 feat. 安田みずほ）AC「GITADORA Tri-Boost Re:EVOLVE」収録曲

2017年
- PS4「龍が如く6  命の詩。」歌唱参加

### コンピレーション・アルバム収録曲
2013年
- 『ザ・メモリーズ -80s 想い出ボッサ-』
- 【恋のシステムNo.2】「オーダイン」アレンジバージョン『細江慎治WORKS VOL.2〜オーダイン〜』収録
- 「男ごころは風しだい」、「あんたが主役」『演歌SPEED』収録
- 『メイクアップ!! -Heroine Song Collection-』アニメソング全曲（15曲）カバー歌唱

2014年
- 『ベスト!ベスト!!ベスト!!! NON STOP MIX!!7 Mixed by DJ HIROKI』
- 『冬うたベスト 2 mixed by DJ 瑞穂』

2015年
- 「UNFORGETTABLE-忘れられない-」「DREAM WITHIN DREAM-夢のまた夢-」SONOTONミュージックライブラリー音楽配信コンテンツ『JAPAN TODAY -J-Pop&Rock』収録

2016年
- 「夢花火」（PCゲーム「あやめの町とお姫様」主題歌 ※アルバム再収録用）『MME BEST2013-2016』 収録

2017年
- 『熱烈！アニソン魂 ULTIMATEカバーシリーズ2017 JAPAN ANIMESONG COLLECTION』

### CMレコーディング
- サントリー マグナムドライ「帰ってきたマグナムドライ」・「改・帰ってきたマグナムドライ」篇（CMソング）
- ロート製薬 メンソレータム「わが家のリトルナース」キャンペーンソング（CMソング）
- トーヨータイヤ ミニバン専用タイヤ「トランパス」 専用ダンス篇（CMソング）
- イトーヨーカドー 「春の得コレプレゼント」「冬の得コレプレゼント」（CMソング、ナレーション）
- タカラトミーアーツ「超ヒエヒエ！北極流しそうめん」（CMソング）
- パイロットインキ「まほうのおすしやさん」「ハローキティ うたって！おどって！アイドルマイク」（CMソング）
- セガトイズ「スプーンペット」（CMソング）
- LION 「リード ヘルシークッキングペーパー 8人の主婦篇」(CMソング 複数ボーカルで担当)
- エムール「快眠のためのレム君5つの習慣 アニメ版CM 」（CMソング、ナレーション、サウンドロゴ）
- 学習塾「KLCセミナー」（CMソング）
- 家具アウトレットストア MEGAMAX （CMソング）
- 軽自動車販売「サンクス」（CMソング・ナレーション）
- 岡山マツダ 「みんなで一言」篇 （CMソング）
- 新鮮市場きむら（店内ジングル）
- 中央ろうきん（サウンドロゴ）
- タイヤガーデンピットイン（サウンドロゴ）

### PR・イメージソング
- Youtube「JapanesePod101.comチャンネル」「レッド キャットリーディング(Red Cat Reading)チャンネル」童謡 / キッズソング多数歌唱・出演
- 「これだ～れの？」テレビ東京系知育番組『シナぷしゅ』コーナーテーマ曲
- 「手洗いのうた」「うがいのうた」東京都水道局 「水道キャラバン2016」キャンペーンソング
- 「Wish〜希望の足跡〜」千葉県芝山町 町制60周年記念オリジナルソング
- 「わかぱんDANCING! 」和歌山観光PRシンボルキャラクターわかぱんダンス曲
- 「あらっちゃお」スプレンダーISO シェルフレッシュEX プロモーションソング
- 「願いがかなう駅」イエステーション（不動産売買仲介フランチャイズ）イメージソング

### コーラス
- BSテレ東「演歌の花道スペシャル」/ 中澤卓也「君だけを」辰巳ゆうと「港の五番町」
- 天晴れ！原宿「アッパライナ」「ぼくらのうた」「約束の続き」
- 奥井雅美「JOY」
- 三森すずこ「Shall we dance?」
- 上田朱音「Splash!!」「Path of destiny」　（ミニアルバム 『朱音色LOOP』収録曲）
- KANAKO.s「明日へ」
- 大空直美・中島唯・松田颯水「NEW WORLD」
- milktub 「君の名を」「What Your Low Party」「先先先祖」「OVERDRIVE」
- 山本正之「yatterman 正義に光る星」（ピンクピッギーズ）
- 山本正之「タイムボカン」（「タツノコプロダクション×Lantis トリビュート・アルバム」収録）
- 山本正之＆ピンクピッギーズ「遊び隊士イチジョウマン７」（ピンクピッギーズ）

- セーラーウラヌス（皆川純子）×セーラーネプチューン（大原さやか） 「eternal eternity」[7]
- ワンダ（折笠富美子）「海を歩くズニーシャ」『ONE PIECE Island Song Collection』
- ニコ・ロビン（山口由里子）「I want to be alive」『ONE PIECE Island Song Collection』
- ナミ(CV.岡村明美)「Smile for freedom」『ONE PIECE Island Song Collection』
- 柊木真琴(CV：荒川美穂)「ココロセンチ」
- メル「熱中夢中☆Diary」
- UCCHARI BIG-BANGS 「愛ドルを取り戻せ！」
- プリパラ☆オールアイドル「オールアイドル組曲 プリシャス♪」
- Tricolore「Neo Dimension Go!!」
- 紫京院ひびき（CV:斎賀みつき）「純(ピュ)・アモーレ・愛」
- フラワーフェアリルズ 「りるりるわんだふるがーる！」
- 愛(CV:大坪由佳),麻衣(CV:内田彩),ミイ(CV:内田真礼)「全員集合、あいまいみー!!!」
- 愛(CV:大坪由佳),麻衣(CV:内田彩),ミイ(CV:内田真礼)「全力炸裂あいまいみー！！」
- 野乃本ソメラ（仲谷明香）、野乃本ククル（本渡楓）、天童雫（桃河りか）、松嶋あい（長縄まりあ）「プリズムMAX -平成維新フルHDリマスター版-」
- 古手川唯＆西連寺春菜 (CV.名塚佳織＆矢作紗友里)「キミとスクール☆デイズ」
- 橘巴（CV：諏訪彩花）「鎖誓いし乙女唄」
- 蘇皇唯（CV：斎賀みつき）「You're mine」ドラマCD『グラン・ステージ』
- 昴涼夜（CV:豊口めぐみ）「Sleepless Night」ドラマCD『グラン・ステージ』
- 忍足侑士「キラ★キラ」（アルバム『YOU SEE?』収録）
- 高宮なすの（CV:鳴海杏子）「今宵フェスティバブル」
- 鳴海杏子「夕暮アフター」
- 槍桜ヒメ（CV：福圓美里）＆比泉秋名（CV：梶裕貴）＆七海アオ（CV：藤田咲-）＆五十音ことは（CV：沢城みゆき）＆岸恭助（CV：小野大輔）＆ 岸桃華（CV：戸松遥）＆V・じゅり・F（CV：大久保藍子）＆V・りら・F（CV：茅野愛衣）「またねとまたね」

### 劇伴コーラス
- 劇場版アニメ「KING OF PRISM -PRIDE the HERO-」
- TVアニメ「プリパラ」（第3期）
- TVアニメ「みりたり！」
- PCゲーム「love clear」劇伴「晴れ、ときどき笑顔」

### 遊技機ボーカル
- 「花知彼」（はなしるべ）/ 「CRロボゲイシャ」ラウンド曲
- 「奇跡のファンタジア」 「ワンダフルるん」/ 「CRモモキュンソード〜星と黄金の太刀〜」 ラウンド曲[8]
- 「ドキドキときどきトキメキ」 / 「CR野菜の王国〜サニーとルナの大収穫際〜」ラウンド曲
- 「Get The Future」/ 「CR DEAD OR ALIVE」 など

### その他レコーディング参加作品
- 「ちょっとかわいいアイアンメイデン 完結記念ドラマCD3」 京都弁方言指導（小倉唯）
- TVアニメ「くまみこ」ED 「KUMAMICO DANCING」合いの手（村の老婆ボイス）
- 「Megu2 Magic」中島愛 コール＆レスポンス・クラップ
- 「聖母たちのララバイ」 DVD「ダウンタウンのガキの使いやあらへんで!! 絶対に笑ってはいけない名探偵24時」収録
- 「おべんとうばこのうた」DVD「水曜日のダウンタウン2」収録
- 「どじょうすくいの歌（安来節）」DVD「水曜日のダウンタウン1」収録
- 老人ホームテレビの歌と声 DVD「LICENSE Vol.8」収録
- アイドルリーグ1stアルバム「麹町南大会議室」
- 日本テレビ「SKE48のマジカル・ラジオ3」

### 作詞楽曲
- SPR5「夢の向こう側へ」　作詞：安田みずほ　作編曲：加藤浩義 （ノイジークローク）
- アプリゲーム「AFTERLOST - 消滅都市」使用曲 / TVアニメ『消滅都市』ED 「With Your Breath」c/w(ポニーキャニオン)
- 東急線キャラクターのるるんオリジナル体操「のるるん体操」歌：いとうまゆ 振付：ラッキィ池田
- Drastic Your Dream（名義：白澤 亮 feat. 安田みずほ）「GITADORA Tri-Boost Re:EVOLVE」収録曲
- 暁の向こうへ（PCゲーム「戦乙女らんなばうとっ!」ED主題歌）
- 春嵐の如く(PCゲーム「超催眠術学園」月島杏子ルートED主題歌)
- Snowing Love （PCゲーム「キスベル」ED主題歌）

### 出演（声優・ナレーター）
ゲーム
- PS4/PS3「龍が如く0 誓いの場所」
- オンラインゲーム「空戦乙女-スカイヴァルキリーズ-」
- Steam「Sakura Clicker」日本語版 出演・ガイドナレーション
- PS3「ティアーズ トゥ ティアラ アヴァロンの謎」

ナレーション
- Webプロモーション「りんごポリフェノール」アサヒグループホールディングス株式会社
- CM「イトーヨーカドー 春の得コレプレゼント」
- CM「イトーヨーカドー 冬の得コレプレゼント」
- CM「エムール 快眠のためのレム君5つの習慣 アニメ版CM」
- CM 「サンクス」/宮崎県 軽自動車販売 （CMソング・ナレーション共に担当）
- サバイバルゲームフィールド「AIRSOFT ZONE DELTA」（千葉ポートタウン）日英ナレーション
- サバイバルゲームフィールド「JJ バトルスポット」BGM ナレーション
- 「社会福祉法人日本聴導犬協会」VP

MC・司会
- 八王子商工会議所120周年記念イベント （2014年10月19日、八王子市）
- 東京おもちゃショー2014 / タカラトミーブース（2014年6月12〜15日、東京ビッグサイト）

## ライブ・イベント出演
- 戯画ライブ　ミニ後夜祭 / PCゲーム「メルキス」発売記念ミニライブイベント （2018年3月30日、13式催事空間）[9]
- 第35回芝山はにわ祭「安田みずほミニライブ＆しばっこくん誕生日会」（2017年11月12日、芝山公園芝生広場メインステージ）
- 平成29年度川口市民コンサート (2017年8月25・26日、川口市立グリーンセンター）[10]
- PCゲーム「フルキス」発売記念トーク＆ミニライブイベント（2017年3月24日、ソフマップアミューズメント館）[11]
- MME LIVE 2016（2016年10月23日、代官山LOOP）[12]
- 第34回芝山はにわ祭「安田みずほミニライブ＆しばっこくん誕生日会」（2016年11月13日、芝山公園芝生広場メインステージ）
- 春のファミリーコンサート・プロジェクションマッピング（2016年4月17日・5月3〜5日、伊那谷道中 かぶちゃん村）
- PCゲーム「リプキス」発売記念ミニライブ＆ニコニコ生放送（2016年3月25日、AKIBAドラッグ＆カフェ）
- 女性VoOnlyDJイベント「ｗｗｗくさもえ」3rd Anniv.ゲスト出演（2016年1月23日、福岡DRUM SON）
- Miss Kiss Valentine oneman LIVE ゲスト出演（2015年2月6日、渋谷Milkyway）
- CLOCKUP presents 主題歌ライブ 2015〜歌姫達の楽園〜 バックコーラス（2015年11月22日、HOLIDAY SHINJUKU）[13]
- 下和田ヒロキ歌謡ショー2012「Believe In X'mas」バックコーラス（2012年12月15日、大塚Shisuideux）
- 美少女ゲームソングライブ「EVIHABARA」
- 美少女ゲームソングライブ「はぴめろ＠えびす」 など